# Grosso guaio a River City
Grosso guaio a River City (Cow Belles) è un film per la televisione del 2006 con la star di Phil dal futuro Alyson Michalka e sua sorella Amanda Michalka.

## Trama
Taylor (Alyson Michalka) e Courtney (Amanda Michalka) sono due ragazze ricchissime grazie al papà Callum (Jack Coleman) che possiede una famosa fabbrica di latte. Tuttavia un giorno, quando Taylor e Courtney tornano dalla loro "gita dello shopping", trovano la cucina della loro casa bruciata per causa loro. Il padre, scosso dalla loro disattenzione, le mette a lavorare alla fabbrica per mostrare loro la responsabilità e il funzionamento del commercio, ma dopo averne combinato di tutti i colori si rimboccano le maniche e si mettono a lavorare con attenzione. Callum messo in affari con lo zio decide di fare una vacanza, ma si scopre che lo zio è un truffatore. Taylor e Courtney allora si rimboccano le maniche per mettere in atto gli assegni scoperti. Taylor dice a sua sorella che c'è un modo per salvare l'azienda me questo modo include i soldi per la feste di Courtney. Questa si rifiuta e allora la sorella decide di mettere in atto il suo piano anche senza il suo consenso. Courtney furiosa con quest'ultima decide di non parlarle più. Dopo una serie di eventi Courtney e Taylor si riappacificano in modo da avere due ragazzi e Courtney la sua festa.

## Critiche
La trama del film è simile alla trama di Material Girls (con Hilary Duff e Haylie Duff) e questo fatto in America ha suscitato piccole critiche.

## Cast
- Alyson Michalka - Taylor Callum
- Amanda Michalka - Courtney Callum
- Jack Coleman - Reed Callum
- Christian Serratos - Heather Perez
- Michael Trevino - Jackson Meade
- Sheila McCarthy - Fran Walker
- Chris Gallinger - Philippe